# Abr – amtliches bayerisches Reisebüro

abr Reisebüro-Logo im Jahr 1985

Das amtliche bayerische Reisebüro (abr) war ein Unternehmen der Touristikbranche mit Sitz in München. Gegründet als eigenständiges Unternehmen 1910, damals unter dem Namen Bayerisches Reisebüro GmbH, wuchs es zu einem der führenden bayerischen Touristikunternehmen an, bis es 1996 in das Deutsche Reisebüro integriert wurde und somit heute Bestandteil der Rewe Group ist.

## Geschichte
Um über die Zugfahrt hinaus ein Gesamtpaket anbieten zu können, hatte das Königlich Bayerische Verkehrsministerium auf Initiative des Oberregierungsrates Ludwig Ruckdeschel die Gründung des Bayerischen Reisebüro GmbH ins Leben gerufen. Nach Übernahme des Bayerischen Reisebüro Schenker u. Co. am Promenadeplatz bildete dieses den Kern der touristischen Tätigkeiten. Als Gründungsgesellschafter fungierten der Bayerische Staat, die Bayerische Handelsbank AG, der Norddeutsche Lloyd, sowie Thomas Cook and Son. Am 10. April 1911 folgte die Umbenennung in Amtliches Bayerisches Reisebüro GmbH, vormals Schenker und Co, der Zusatz entfiel erst 1922. Bereits am Anfang seiner Gründung war das abr für den Alleinverkauf von Fahrkarten in das Ausland am Münchner Hauptbahnhof zuständig, die Schalter blieben bis 2009 bestehen, am Ende unter der Marke des DER, der Alleinverkauf von Bahnwerten innerhalb Bayerns fiel erst 1924 weg.

Stammhaus am Promenadeplatz

Nach dem Zweiten Weltkrieg wurde eine Zusammenarbeit mit dem Nachfolger des Mitteleuropäischen Reisebüros, dem DER, am 7. April 1948 beschlossen. 1996 folgte die von der Deutschen Bahn erzwungene Eingliederung des abr in das DER, an beiden Unternehmen war die Deutsche Bahn mehrheitlich beteiligt.

## Trivia
Bis zur Auflösung der DER-Verkaufsschalter im Münchener Hauptbahnhof verwies in heller gelber Schrift das Logo des abr auf die ursprüngliche Zugehörigkeit.